# Il piccolo Lord (miniserie televisiva)
Il piccolo Lord è uno sceneggiato televisivo trasmesso dalla Rai sul proprio Programma Nazionale (divenuto poi Rai 1) nel 1960. È stato uno dei primi teleromanzi trasmessi dall'ente radiotelevisivo di stato, che aveva iniziato le trasmissioni regolari solo sei anni prima.
La fiction - andata in onda in cinque puntate dal 22 aprile al 20 maggio, nel prime time del venerdì sera, solitamente dedicato a spettacoli di prosa - era tratta dal romanzo omonimo di Frances Hodgson Burnett Il piccolo Lord, pubblicato per la prima volta nel 1885, adattato per il piccolo schermo da Claudia Casassa.
La regia televisiva era di Vittorio Brignole.
Il ruolo del protagonista, il bimbo Cedric Errol, poi Lord Fauntleroy, era ricoperto da Sandro Pistolini, già affermato attore bambino al cinema e alla televisione italiana.

## Trama
A New York, all'inizio del 1880, il piccolo Cedric vive poveramente ma con dignità con l'adorata mamma, una giovane vedova. Cedric è molto popolare nel quartiere, ed è amato dalla gente del posto. Quando, dall'Inghilterra giunge Haversham, un avvocato, viene a sapere che suo padre, il capitano Errol, era il figlio minore del conte di Dorincourt da cui era stato diseredato per aver voluto sposare una donna di rango inferiore. Ora, dopo la morte di Bevis, il figlio maggiore scomparso senza eredi, l'unico che resta è il piccolo Cedric che Haversham ha il compito di portare con sé dal nonno, che vuole educarlo come un vero piccolo Lord. Il vecchio signore, però, non vuole nemmeno conoscere Dearest, la nuora, ritenendola solo una cacciatrice di dote. Così, mentre Cedric va a vivere al castello, sua madre è costretta a vivere al villaggio.
L'innocenza di Cedric e il suo buon carattere conquistano ben presto il burbero nonno. Il piccolo si interessa anche alle misere condizioni di vita dei fittavoli e spinge il conte a migliorarle. All'improvviso, però, ricompare Haversham, questa volta insieme a una donna che sostiene di essere la vedova di Bevis e la madre di un bambino di cui rivendica il diritto al titolo di Lord Fauntleroy. Il conte resta sfavorevolmente colpito da quella donna volgare e avida e si pente di aver così male giudicato Dearest, ma non può far niente perché i documenti esibiti sembrano a posto. La notizia arriva fino in America. A New York, i vecchi amici di Cedric la leggono sul giornale e uno di questi riconosce in una fotografia la moglie di suo fratello, che era sparita insieme al figlio. I tre amici decidono così di andare in Inghilterra dove smaschereranno l'imbrogliona e metteranno le cose a posto, conquistandosi la gratitudine del conte che ormai ama profondamente il nipote che ha saputo toccargli il cuore.